# Quettreville-sur-Sienne
Quettreville-sur-Sienne é uma comuna francesa na região administrativa da Normandia, no departamento Mancha. Estende-se por uma área de 16,13 km². Em 2010 a comuna tinha 3 252 habitantes (densidade: 201,6 hab./km²).